# Lorch (Württ)
Lorch (Württ) (niem: Bahnhof Lorch (Württ)) – stacja kolejowa w Lorch, w kraju związkowym Badenia-Wirtembergia, w Niemczech. Według DB Station&Service ma kategorię 5. Znajduje się na 39,9  km linii Stuttgart-Bad Cannstatt – Aalen. 

## Linie kolejowe
- Linia Stuttgart-Bad Cannstatt – Aalen

## Połączenia
| Trasa | Trasa                                                                          | Takt                                   |
| ----- | ------------------------------------------------------------------------------ | -------------------------------------- |
| RE    | Stuttgart – Bad Cannstatt – Waiblingen – Schorndorf – Schwäbisch Gmünd – Aalen | 60 min (w godzinach szczytu co 30 min) |